# Sandra Hughes
Sandra Hughes (* 3. Oktober 1966 in Luzern) ist eine Schweizer Schriftstellerin.

## Leben
Hughes wuchs in Luzern auf. Sie studierte Kunstwissenschaft, Geschichte des Mittelalters und der Humangeografie an der Universität Basel, arbeitete in den Kunsthäusern Zürich und Zug und ist in der Abteilung Kultur des Kantons Basel-Stadt tätig. Sie lebt mit ihrer Familie in Allschwil bei Basel.

## Preise
- Kulturpreis des Kantons Basel-Landschaft, Sparte Literatur, 2013

- Baarer Rabe, Förderpreis für Kinder- und Jugendliteratur, 2019[1]

## Werke
- Lee Gustavo. Limmat Verlag, Zürich 2006, ISBN 3-85791-516-1.
- Maus im Kopf. Limmat Verlag, Zürich 2009, ISBN 978-3-85791-584-0.
- Zimmer 307. Dörlemann Verlag, Zürich 2012, ISBN 978-3-908777-76-2.
- Fallen. Dörlemann Verlag, Zürich 2016, ISBN 978-3-03820929-4.
- Tessiner Verwicklungen. Der erste Fall für Tschopp & Bianchi. Kampa Verlag, Zürich 2020, ISBN 978-3-311-12013-1.
- Tessiner Vermächtnis. Der zweite Fall für Tschopp & Bianchi. Kampa Verlag, Zürich 2021, ISBN 978-3-311-12025-4.
- Tessiner Verderben. Der dritte Fall für Tschopp & Bianchi. Kampa Verlag, Zürich 2022, ISBN 978-3-311-12048-3.